# Granados (Gwatemala)
Granados – miasto w środkowej Gwatemali, w departamencie Baja Verapaz, leżące w odległości 62 km na południowy zachód od stolicy departamentu, dolinie rzeki Motagua. Miasto jest siedzibą gminy o tej samej nazwie, która w 2012 roku liczyła 11 335 mieszkańców. Powierzchnia gminy jest niewielka i obejmuje 248 km².